# Huang Zhihong
Huang Zhihong, 黄志紅, Huáng Zhìhóng, (* 7. Mai 1965 in Lanxi, Provinz Zhejiang) ist eine ehemalige chinesische Kugelstoßerin.
Nach dem Gewinn der Goldmedaille bei den Asienspielen 1986 wurde Huang Zhihong bei den Olympischen Spielen 1988 Achte mit 19,82 Metern. Bei den Hallenweltmeisterschaften 1989 gewann sie mit 20,25 Metern Silber hinter Claudia Losch aus der Bundesrepublik Deutschland.
1990 stellte Huang Zhihong als Siegerin der Chinesischen Landesmeisterschaften ihre Bestleistung mit 21,52 Meter auf. Bei den Asienmeisterschaften 1990 wurde sie Zweite. Bei den Hallenweltmeisterschaften 1991 gewann sie mit 20,33 Metern erneut Silber. Es siegte ihre Landsfrau Sui Xinmei. Bei den Freiluftweltmeisterschaften im gleichen Jahr in Tokio gewann Huang Zhihong mit 20,83 Metern vor der Weltrekordlerin Natalja Lissowskaja, für die 20,29 Meter gemessen wurden.
Bei den Olympischen Spielen 1992 in Barcelona gewann Huang Zhihong mit 20,43 Metern Silber hinter der Russin Swetlana Kriweljowa, die mit persönlicher Bestleistung von 21,06 Metern Gold für die Gemeinschaft Unabhängiger Staaten (GUS) holte. Im Jahr darauf konnte sich die Chinesin bei den Weltmeisterschaften 1993 in Stuttgart revanchieren. Sie gewann mit 20,57 Meter vor Kriweljowa, die mit 19,97 Metern Silber für Russland gewann.
Bei den Weltmeisterschaften 1995 gewann Huang Zhihong mit 20,04 Metern Silber hinter der Deutschen Astrid Kumbernuss, die auf 21,22 Meter kam. Bei den Hallenweltmeisterschaften 1997 belegte Huang Zhihong mit 18,67 Metern den fünften Platz. Ihre letzte Endkampfplatzierung in einem großen Wettkampf erreichte Huang Zhihong bei den Weltmeisterschaften 1997, als sie mit 19,15 Metern Vierte wurde und sieben Zentimeter hinter der drittplatzierten Stephanie Storp aus Deutschland lag.
Huang hatte bei einer Körpergröße von 1,74 m ein Wettkampfgewicht von 100 kg.